# Patricia Mayr-Achleitner
Patricia Mayr (Rum, 8 de Novembro de 1986) é uma ex-tenista profissional austríaca, em 2009 ela chegou ao N. 70 da WTA. Em 4 Dezembro de 2010, Patricia casou-se com seu técnico, Michael Achleitner, e passou a utilizar o nome Patricia Mayr-Achleitner
Após ser eliminada, em julho de 2015, do WTA de Bad Gastein, com dores nas costas, anunciou a aposentadoria ao final da temporada, por conta de lesões crônicas.

## Títulos
| Legenda               |
| Ouro Olímpico (0)     |
| Grand Slam (0)        |
| WTA Championships (0) |
| ITF Event (14)        |
| WTA Tour (0)          |

### Simples
| N.  | Data                   | Torneio                        | Quadra | Oponente na final      | Resultado         |
| 1.  | 27 de setembro de 2005 | Volos, Grécia                  | grama  | Dia Evtimova           | 6–4 7–6(5)        |
| 2.  | 11 de outubro de 2005  | Benicarló, Espanha             | saibro | Berta Morata-Flaquer   | 6–4 6-2           |
| 3.  | 11 de setembro de 2006 | Innsbruck, Austria             | saibro | Yvonne Meusburger      |                   |
| 4.  | 21 de abril de 2008    | Hvar, Croácia                  | saibro | Lenka Jurikova         | 6-4 6-2           |
| 5.  | 2 de junho de 2008     | Grado, Itália                  | saibro | Jasmina Tinjic         | 6-4 7-6(1)        |
| 6.  | 28 de julho de 2008    | Dnepropetrovsk, Ucrânia        | saibro | Ekaterina Dzehalevich  | 6-3 6-4           |
| 7.  | 6 de outubro de 2008   | Reggio Calabria, Itália        | saibro | Anne Schaefer          | 6-1 6-1           |
| 8.  | 24 de novembro de 2008 | Saint Denis-la Reunion, França | dura   | Arantxa Parra Santonja | 6-4 6-1           |
| 9.  | 3 de maio de 2010      | Jounieh, Líbano                | saibro | Renata Voracova        | 6-3 6-7(3) 7-6(7) |
| 10. | 7 de junho de 2010     | Zlín, República Tcheca         | saibro | Corinna Dentoni        | 6-1 6-2           |
| 11. | 21 de junho de 2010    | Roma, Itália                   | saibro | Zarina Diyas           | 7-6(2) 6-4        |
| 12. | 16 de agosto de 2010   | Olomouc, República Tcheca      | saibro | Julia Mayr             | 7-6(2) 6-4        |
| 13. | 28 de março de 2011    | Buenos Aires, Argentina        | saibro | Florencia Molinero     | 0-6 6-2 6-2       |
| 14. | 6 de junho de 2011     | Zlín, República Tcheca         | saibro | Ksenia Pervak          | 6-1 6-0           |

## Ligações Externas
- Perfil na WTA